# Craig Venter
John Craig Venter (Salt Lake City, 14 ottobre 1946) è un biologo statunitense, noto per aver sfidato il Progetto Genoma Umano nella corsa al sequenziamento del genoma.

## Biografia
Ha iniziato la sua carriera accademica presso il College of San Mateo in California. Fu poi arruolato nella Marina degli Stati Uniti e inviato in Vietnam dove svolse il ruolo di infermiere militare. Al ritorno, ricevette la laurea in biochimica nel 1972 ed il dottorato di ricerca in fisiologia e farmacologia nel 1975 presso l'Università della California di San Diego. A San Diego sposa la dottoranda Barbara Rae. Dopo aver lavorato come professore all'Università di Buffalo, fu assunto nei National Institutes of Health nel 1984. A Buffalo divorzia da Barbara Rae per sposare la studentessa Claire M. Fraser. Il loro matrimonio durò fino al 2005..
Nel periodo trascorso nei NIH, Venter imparò una specifica tecnica per identificare rapidamente tutti gli RNA presenti in una cellula e la utilizzò per identificare i geni espressi nel cervello umano e animale. Le brevi sequenze di DNA complementare (cDNA) utilizzate in questa tecnica sono state chiamate expressed sequence tags (ESTs, dall'inglese marcatori di sequenze espresse) da Anthony Kerlavage, del TIGR (The Institute for Genomic Research). Craig Venter chiese in quel periodo di poter brevettare tali sequenze, permesso che, al termine di un procedimento controverso, gli fu negato.

## La Celera Genomics

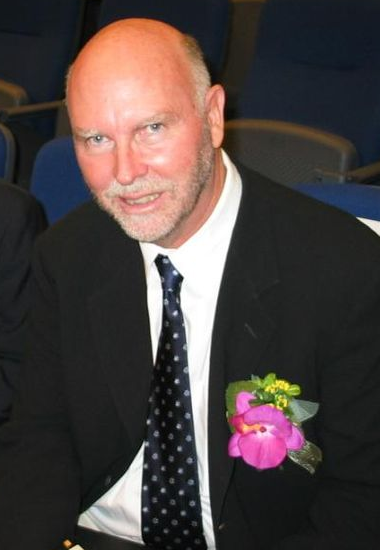
Craig Venter ad Hong Kong (dicembre 2004)

Dopo aver fondato il TIGR nel 1992, presso il quale Venter sequenziò interamente il genoma del batterio Haemophilus influenzae, nel 1998 fondò e divenne presidente di Celera Genomics, che avviò in parallelo al Progetto genoma umano un lavoro di sequenziamento del genoma di Homo sapiens per fini esclusivamente commerciali. Lo scopo della società infatti, era la creazione di una banca dati genomica utilizzabile solo in seguito al pagamento di una determinata tariffa. Tale approccio rese Venter molto impopolare nella comunità scientifica ed ebbe l'effetto di dare ulteriore vigore ai numerosi gruppi che stavano partecipando al Progetto coordinato da Francis Collins, dei NIH.
Per portare a termine il sequenziamento, i laboratori della Celera Genomics misero a punto nel 1999 la tecnica dello shotgun sequencing, che permise a Venter di annunciare il completamento del lavoro in concomitanza con il similare annuncio di Collins, nel 2000, in presenza del Presidente degli Stati Uniti d'America Bill Clinton.
La principale differenza tra i due lavori, a prescindere dal livello delle finalità commerciali o meno, consiste nel fatto che il genoma sequenziato da Celera è stato ottenuto a partire da cinque soli individui (uno dei quali è Venter stesso), mentre il Progetto si è servito di sequenze genomiche provenienti da individui di numerose parti del mondo. Anche per tale motivo, il genoma a pagamento di Celera ebbe poco successo rispetto a quello del Progetto Genoma Umano. Venter fu licenziato da Celera all'inizio del 2002: sebbene le vendite della banca dati contenente il genoma fossero irrisorie, Venter non modificò le strategie commerciali della società, fino al punto di esserne estromesso.

## Vita sintetica
Nel 2010 ha pubblicato un articolo su Science in cui annuncia di avere costruito in laboratorio la prima cellula artificiale, controllata da un DNA sintetico e in grado di dividersi e moltiplicarsi proprio come qualsiasi altra cellula vivente.
Tuttavia si ricordi che l'accezione di "sintesi" per quanto riguarda la cellula "sintetica" di Venter è del tutto inadeguata: Craig Venter svuotò il nucleo di una cellula e vi pose del materiale genetico sintetizzato ex novo. 
Venter stesso quindi utilizzò una cellula d'origine svuotata del proprio DNA, ma non sintetizzò chimicamente ex novo la membrana della cellula, il citoplasma, gli organelli fondamentali, ecc. 
Per tale ragione, dire che Craig Venter ha "sintetizzato la vita" è qualcosa di inadeguato ed errato.
Nel 2016 Venter e collaboratori pubblicano un articolo su Science in cui annunciano di avere costruito in laboratorio il primo batterio sintetico con un DNA contenente il minor numero di geni (473) in grado di assicurarne la sopravvivenza e la capacità di replicazione.

## Opere
- A Life Decoded: My Genome: My Life, ISBN 0-670-06358-4
- Il disegno della vita, 2014, Rizzoli Editore, ISBN 978-88-17-07007-2